# Както ви харесва
„Както ви харесва“ (на английски: As you like it) е пасторална комедия от английския драматург Уилям Шекспир.

## Творческа история и публикация
„Написана е през 1599 година по пасторалния роман на Томас Лодж „Розалинда“ (1590) без много съществени изменения във фабулата. Най-важните от тях са прибавянето на двата предимно статични образа на коментаторите: меланхоличния сатирик Жак – олицетворение на новата мода, и шута Точилко, който критикува от становището на ограничения ум, докато Жак критикува от това на изтънчения интелигент.“

Комедията е публикувана за първи път в „Първо фолио“ през 1623 година, където са събрани 36 от Шекспировите драми. Сюжетът проследява историята на младата героиня Розалинда, след като е прогонена от двореца на своя чичо – княз Фредерик. Придружавана от своята братовчедка Целия, тя търси убежище и безопасност в Арденската гора, където по-късно намира и своята любов. Там Розалинда се среща и с Меланхоличния Жак, който произнася една от най-запомнящите се и известни речи на Шекспир: 
„Този свят е сцена, където всички хора са актьори и всеки има миг, в който трябва да влезе и излезе ...“. 
Основната тема на тази пасторална комедия е любовта във всичките ѝ образи. Въпреки че част от героите са поставени пред множество изпитания, в крайна сметка творбата има щастлив финал.
От историческа гледна точка комедията се приема по различен начин сред критиците. Някои от тях смятат, че творбата заслужава да бъде призната и вискоко оценена. Харолд Блум пише, че Розалинда е сред най-добре реализираните женски образи на Шекспир. Други я намират за по-малко качествена от останалите му произведения. Джордж Бърнард Шоу смята, че в пиесата липсва високото изкуство на автора. Въпреки всичко, комедията остава любима на публиката и до днес, чрез различните адаптациите за радио, филми и музикални театри.

## Действащи лица в комедията
- Князът изгнаник – брат на княз Фредерик и баща на Розалинда
- Княз Фредерик – брат на княза изгнаник, заграбил владенията му, баща на Целия
- Розалинда – дъщеря на княза изгнаник
- Целия – дъщеря на княз Фредерик и братовчедка на Розалинда
- Точилко (в оригинала се нарича Touchstone – „пробен камък“ – дума, с която се е означавал особен минерален прах, използван за установяване качеството на златните сплави; в преносен смисъл: мерило, критерий) – шут
- Льо Бо – придворен
- Шарл – борец
- Амиен, Жак – благородници, придружаващи княза изгнаник
- Оливер дьо Боа – най-големият син на благородника Роланд дьо Боа
- Жак – вторият син на благородника Роланд дьо Боа
- Орландо – най-малкият син на благородника Роланд дьо Боа
- Адам, Денис – слуги на Оливер
- Отец Оливер Кривовер – свещеник
- Корин, Силвий – овчари
- Уилям – селски момък, влюбен в Одри
- Фебе – овчарка
- Одри – селска девойка
- Лице представящо Хименей – появява се в края на сватбите с маска; Бог на брака
- Велможи, пажове, горски пазачи, слуги и други

## Място на действието
Дворецът на княз Фредерик във Франция
Домът на Оливер
Арденската гора – пространна гориста област в Североизточна Франция, но може би Шекспир е мислил и за Ардънската гора в родното му графство Уорик. „Представата за гората израства главно от косвени намеци: Орландо спи под дъба като паднал жълъд, той окачва сонетите си по различни дървета. Колибата на Розалинда е обкръжена от маслинови дървета и навсякъде ромолят потоци.“ От друга страна, се смята, че името „Арден“ идва от комбинацията на името на класическия район Аркадия и библейската градина на Еден, тъй като в пиесата има силно взаимодействие на класическите и християнските мотиви за вярвания и философии. Аркадия, е поетично оформено пространство, свързано с пасторализъм, великолепие и хармония с природата. Ричард Ноулс посочва в своя статия, че пиесата съдържа митологични препратки към Еден и Херкулес.

## Сюжет
Сюжетът е изграден от пет действия и епилог.
Първо действие
В първо действие е представена овощната градина при дома на Оливер, където разговарят Орландо и слугата на Оливер – Адам. Орландо разказва на Адам, как по-големият му брат Оливер го държи вкъщи, и не го възпитава както подобава, въпреки обещанието към техния баща, че ще се грижи и за двамата си братя еднакво. Оливер пристига, и двамата братя започват да спорят, след което Орландо излиза заедно с Адам. При Оливер пристига борецът Шарл, който му разказва, че в новия двор е свален и изгонен старият княз, от по младия си брат, и че трима-четирима благородници го придружават в доброволно изгнание в Арденската гора. Розалинда – дъщерята на стария княз, е останала в двореца, благодарение на своята братовчедка Целия. Шарл разказва още, че смята да се бори пред новия княз с Орландо. В следващата сцена е представена срещата на Розалинда и Целия с Орландо по време на борбата му с Шарл. Орландо побеждава Шарл, но това не му носи симпатиите на княз Фредерик. Орландо и Розалинда се влюбват от пръв поглед. Княз Фредерик решава да изгони своята племенница Розалинда от двореца, но Целия бяга заедно с нея, като взимат с тях и Точилко (представен като шут). Розалинда се преоблича в мъжки дрехи и се прекръства на Ганимед (митол.) – красиво момченце от царски произход, което Зевс – превърнал се в орел – грабнал от земята и отнесъл на Олимп, за да го направи свой виночерпец. Целия се прекръства на Алиена (чужда).
Второ действие
Първа сцена представя Арденската гора, където се намира князът изгнаник, Амиен и неколцина Благородници, облечени като горски пазачи. Представен е и меланхоликът Жак, който страда за елен – улучен от ловци.
Действието във втора сцена се развива в двореца. Княз Фредерик, след като разбира за бягството на Розалинда и Целия, решава, че двете са отишли при Орландо и заповядва да бъдат намерени. В следващата сцена Адам предупреждава Орландо за опитите на брат му Оливер да го убие и му предлага да избягат заедно. През това време, Розалинда, Целия и Точилко отиват в Арденската гора, където срещат двамата овчари Корин и Силвий. Корин им казва, че имотът на неговия господар се продава и Розалинда решава да го купи, за да имат къде да нощуват заедно с Целия и Точилко.
В седма сцена отново е представена гората, където князът изгнаник и Жак срещат Орландо. Те му предлагат да се нахрани на тяхната трапеза, защото виждат колко е уморен и гладен.
Трето действие
След като се оказва, че Оливер не е успял да открие брат си Орландо, княз Фредерик го прокужда от двореца си. Междувременно, Орландо започва да оставя любовни стихове по дърветата за Розалинда, която също е влюбена в него. Целия показва стиховете на Розалинда и ѝ казва, че са написани от Орландо. Розалинда, облечена като Ганимед, среща Орландо и се преструва, че го съветва да му помогне да се излекува от любовта му към Розалинда. Казва му, че „той“ ще заеме мястото на Розалинда и че „той“ и Орландо могат да се преструват, че имат любовни отношения. Орландо се съгласява.
Овчарката Фебе, в която е влюбен Силвий, се влюбва в Ганимед (Розалинда преоблечена като мъж), въпреки че Ганимед непрекъснато показва, че „той“ не се интересува от нея. Междувременно Точилко се е влюбил в селската девойка Одри и се опитва да я ухажва и да ѝ показва любовта си.
Четвърто действие
Орландо вижда Оливер в гората и го спасява от изгладняла лъвица, което кара Оливер да се покае за предишната си омраза към своя брат, и да се промени. Оливер среща в гората Розалинда и Целия и им разказва всичко, а Розалинда, преоблечена като Ганимед, като разбира, че Орландо е бил ранен, докато е спасявал брат си, припада. Оливер и Целия се влюбват от пръв поглед.
Пето действие
Уилям – селски момък влюбен в Одри, среща Одри и Точилко. Той заявява желанието си да се ожени за Одри, но е заплашен от Точилко, че ще бъде умъртвен по сто и петдесет различни начина. Уилям ги оставя и си тръгва.
Във втора сцена е представен разговор между Орландо и Оливер. Оливер разказва как двамата с Целия са се влюбили един в друг, след първата им среща, и са решили да се оженят.
По-късно Силвий, Фебе, Орландо и Ганимед се събират и спорят помежду си, кой кого ще получи. Ганимед обещава да реши проблема и казва на Орландо, че ще му доведе Розалинда. Фебе обещава да се омъжи за Силвий, ако не може да се омъжи за Ганимед.
В последната сцена в гората влизат Хименей, Розалинда, в женски дрехи, и Целия. Орландо и Розалинда се женят. Силвий и Фебе, както и Точилко и Одри също се женят. В това време пристига Жак дьо Боа и от него всички научават, че княз Фредерик се е покаял за грешките си, след среща със стар отшелник, и е решил да върне короната на своя брат. След, което и той е предпочел отшелническия живот. Жак Меланхоличния отказва да се върне в двореца и предпочита да остане в гората.
В епилога, пред публиката излиза Розалинда. Тя разгръща темата за любовта, като първо се обръща към всички жени в публиката, а след това и към мъжете. Покланя се и излиза.

## Основни теми и мотиви
Темата за любовта е основна в комедията. Тя се проявява в разнообразни форми. В повечето от любовните истории, тя е представена като „любов от пръв поглед“. Например при Орландо и Розалинда, при Ганимед и Фебе, както и при Целия и Оливер, въпреки че техните роли като влюбени са сведени до минимум. Друга форма на любов е тази между Розалинда и Целия, представена чрез тяхната дълбока връзка.
Темата за узурпаторството и несправедливостта – важна тема за комедията. Княз Фредерик заграбва владенията на своя по-голям брат и го изпраща в изгнание. Оливер се държи с по-малкия си брат Орландо толкова унизително, че го принуждава да избяга и да търси спасение другаде. В крайна сметка справедливостта се възстановява „чрез природата“ в Арденската гора.
Темата за прошката – благодарение на прошката и помирението комедията завършва с щастлив финал. Княз Фредерик връща короната на своя брат – изгнаник и се отдава на отшелничество. Князът изгнаник, от своя страна, връща гората на елените. Сърцето на Оливер също се променя и той започва да обича своя брат Орландо.
Темата за живота в двореца и този извън него – „Традиционните възхвали на овчарския живот, далеч от притворността и интригите на двореца, са запазени и не се отричат.“Животът в двореца на княз Фредерик е изпълнен със страх, несправедливост, дори смъртни заплахи, докато Арденската гора, където се развива огромна част от действието, е свят изпълнен със спокойствие. Героите търсят в гората убежище от грозящите ги опасности и в нея намират своето щастие и вътрешен мир, а лошите се променят и стават добри завинаги. „Оливер се сдобрява с брат си Орландо, а князът-узурпатор, тръгнал на поход срещу брат си, се отказва не само от намеренията си, но и от трона за да стане отшелник. От друга страна, Корин служи да ни напомни, че истинският живот на овчарите е по-тежък и по-малко поетичен, отколкото ни го представят. Въпреки че покрай възхвалите е обърнато внимание и върху условността на тази традиция. Шекспир, както обикновено, не взема определено становище, а осветлява въпроса ту от една страна, ту от друга, като ни оставя да преценим всичко сами.“

## Песните в творбата
Комедията е известна като музикална поради броя на песните в нея, които са повече отколкото във всяка друга творба на Шекспир. Всички се изпълняват в Арденската гора.
1. „Under the Greenwood Tree“ – изпълнява се от Амиен и представя вижданията на княза изгнаник за живота в гората.
2. „What Shall He Have That Killed the Deer“ – контрастира на любовта, представена в съседните сцени.
3. „Blow, Blow, Thou Winter Wind“ – отново се изпълнява от Амиен, който заявява, че физическото страдание, причинено от измръзване и зимни ветрове, е за предпочитане пред вътрешното страдание причинено от неблагодарността на човек.
4. „It Was a Lover and his Lass“ – възхвалява се пролетното време и възраждането на моралното в човешките отношения.

## Езикът в творбата
Шекспир използва проза за около 55 процента от текста, а останалата част е в стихове. Джордж Бърнард Шоу обяснява, че използването на проза е част от привлекателността на пиесата, докато стиховете са само като орнамент. Изискването дворцовите герои да говорят в стихове е съзнателно преобърнато. Например Розалинда, въпреки че е дъщеря на княз, всъщност говори в проза. По този начин са изразени и любовните сцени между нея и Орландо. Умишлено, Силвий описва любовта си към Фебе в стихове. Епилогът на творбата отново е в проза – доказателство за преобръщане на изискваните норми.
„Този свят е сцена, където всички хора са актьори и всеки има миг, в който трябва да влезе и излезе ...“
Второ действие, седма сцена, включва един от най-известните монолози на Шекспир, изречен от Жак: 
„Този свят е сцена, където всички хора са актьори и всеки има миг, в който трябва да влезе и излезе; и играе различни роли...“. 
Цитатът развива метафората за продължителността на живота на всеки човек. Животът е представен като игра в седем действия. Той започва от кърмачето, което плаче и повръща в скута на дойката. След това момченце, което неохотно отива на училище, после печален влюбен, след миг войник, а след това общински съдия и накрая същество „с изличена памет, без зъби, без очи, без слух, без всичко!“

## Датиране и текст
С помощта на различни доказателства, външни и вътрешни, датата на създаване на пиесата е приблизително фиксирана в периода от края на 1598 година до средата на 1599 година. Комедията е вписана в регистъра на издателската компания Stationers' Company на 4 август 1600 година, но не е била публикувана, докато не са се уверили, че издателят е безспорен собственик на авторското право.
Томас Морли композира музиката за „It was a Lover and His Lass“ в Лондон през 1600 година.Tези доказателства предполагат, че пиесата е съществувала преди 1600 година.
Много е вероятно пиесата да е написана след 1598 година, тъй като Франсис Мерес не я споменава в своята книга „Palladis Tamia“ (1598), където той разглежда дванадесет от пиесите на Уилям Шекспир до този момент. Откриването на театър „Глоуб“, се е състояло през лятото на 1599 година, а девизът на новия театър бил „Този свят е сцена...“ – един от най-известните монолози в комедията, изречен от Жак. В трето действие, Фебе се позовава на известния стих „Кога е имало любов гореща, която да не е от първа среща?“ – цитат от поемата „Херо и Леандър“ на Марлоу, публикувана през 1598 година. Според тези данни се смята, че пиесата вероятно е написана в рамките на 1598 и 1599 година.

## Пасторален жанр
Тази пиеса попада в жанра на пасторалния романс, но Шекспир не просто използва жанра, той го развива и подтиква читателя да се замисли за социалните практики, които произвеждат несправедливост и нещастие. Невероятните събития, които карат част от героите да се скитат, за да намерят утеха или свобода в гората, в крайна сметка водят до щастлив финал и дори самият Хименей пристига, за да благослови сватбените празници. Именно заради това, без колебание се смята, че любовта е основната тема на пиесата.
Някои от темите Шекспир развива по-късно в други свои пиеси като „Мяра за мяра“ и „Бурята“.
Пиесата се превръща в особено ефективна за много режисьори, тъй като въплъщава редица заплетени любовни афери в спокойна пасторална обстановка.

## Адаптации
Смята се, че премиерата на комедията се е състояла в Ричмънд Палас на 20 февруари 1599 година. Друго възможно представяне може да се е случило в „Уилтън Хаус“ в Уилтшър през 1603 година.
Забележителни адаптации на „Както ви харесва“ включват продукцията на театър „Old Vic“ през 1936 година с участието на Едит Еванс. Продукцията на „Театър Шекспир“ от 1961 година с участието на Ванеса Редгрейв. Най-дългата продукция е тази на Бродуей от 1950 година с участието на Катрин Хепбърн в ролята на Розалинда, Клорис Лийчман в ролята на Целия, Уилям Принс в ролята на Орландо и Ърнест Тесиджър в ролята на Жак. През 2014 година театралния критик Майкъл Билингтън заявява, че любимата му продукция е тази на „Cheek by Jowl“ през 1991 година, режисирана от Деклан Доннелан.
Според историята на радио станцията „WCAL“, в Минесота (САЩ), „Както ви харесва“ може да е била първата им излъчена пиеса през 1922 година.

### Музика
Томас Морли (1557 – 1602) композира музиката за „It was a Lover and His Lass“.
Донован записва „Under the Greenwood Tree“ и я включва в своя албум „A Gift from a Flower to a Garden“ през 1968 година.
Марк Никълс прави музикална версия на пиесата през 2007 година.
По повод 450-годишнина от възнесението на Елизабет Първа, през 2008 година, лейди и лорд Салисбъри възлагат на композитора Скот Строман да създаде набор от Шекспирови песни, повечето от които са взети от „Както ви харесва“
Майкъл Джон Трота композира текста на „Blow, Blow, Thou Winter Wind“ през 2013 година.

### Кино
„Както ви харесва“ (1936) е филм на Лорънс Оливие. Във филма Оливие е в качеството си на актьор (изпълнявайки ролята на Орландо), вместо да продуцира или режисира.
През 1922 година Кристин Едзард прави още една филмова адаптация на пиесата.
Филмова версия на „Както ви харесва“, режисирана от Кенет Брана, има от 2006 година.
През 2012 година Дистънт Тъндър Филмс продуцира филмова адаптация на пиесата в Сан Франциско. Тази адаптация се отличава с оригиналния език на пиесата.

## Превод на комедията на български език
Произведението е преведено от английски език от Валери Петров.